# Aurelianus (Cognomen)
Aurelianus (wörtlich: „Adoptivkind [aus] der gens Aurelia“) ist ein römisches Cognomen.

## Namensträger
- Ambrosius Aurelianus, britischer Heerführer, 5. Jahrhundert
- Caelius Aurelianus, numidischer Arzt und Verfasser medizinischer Schriften, 5. Jahrhundert
- Flavius Aurelianus, oströmischer Konsul 400, siehe Aurelianus (Konsul 400)
- Lucius Domitius Aurelianus (* 214; † 275), von 270 bis 275 römischer Kaiser, siehe Aurelian
- Lucius Marius Maximus Perpetuus Aurelianus (* um 165; † um 230), römischer Senator und Verfasser historischer Biographien, siehe Marius Maximus
- Paulinus Aurelianus (auch: Pol Aurelian, Pol de Léon oder Paol), keltischer Heiliger, 5. Jahrhundert
- Publius Aurelius Aurelianus, römischer Offizier, 2. Jahrhundert